# Khẩu súng của Chekhov
Khẩu súng của Chekhov (Cây súng trường của Chekhov, tiếng Nga: Чеховское ружьё) là một nguyên tắc kịch cho rằng mọi yếu tố trong một câu chuyện đều phải phát huy tính cần thiết và những yếu tố không liên quan thì nên được loại bỏ. Mỗi yếu tố không nên tạo ra một "lời hứa hão huyền", xuất hiện nhưng không bao giờ phát huy tác dụng. Nguyên tắc này được Anton Chekhov nhắc đi nhắc lại trong nhiều bức thư, với một số biến thể, như một lời khuyên dành cho các nhà viết kịch trẻ tuổi. Khẩu súng của Chekhov bắt nguồn từ ý tưởng rằng khi có một khẩu súng được đặt trong một hoạt cảnh thì chắc chắn tới một lúc nào đó, nó phải được sử dụng, như trong vở kịch The Seagull của chính Chekhov. Ernest Hemingway đã chế giễu Khẩu súng của Chekhov trong tiểu luận "The Art of the Short Story", đưa ra ví dụ về hai nhân vật được giới thiệu và rồi không bao giờ được nhắc đến nữa trong truyện ngắn "Fifty Grand" của ông. Hemingway coi trọng tiểu tiết, cho là độc giả chắc chắn sẽ tìm kiếm tính biểu tượng và ý nghĩa ẩn chứa trong những tiểu tiết tưởng chừng như vô dụng. Nhiều cây viết khác cũng công nhận rằng việc quá chú trọng vào nguyên tắc mà Chekhov đề ra có thể khiến một câu chuyện trở nên dễ đoán và đơn điệu.

## Nguyên tắc
- "Nhớ là hãy loại bỏ mọi thứ không liên quan đến câu chuyện. Nếu bạn nói trong chương đầu tiên rằng có một cây súng trường treo trên tường, thì trong chương thứ hai hoặc thứ ba, nó nhất định phải khai hỏa. Nếu cây súng trường không khai hỏa, nó không nên được treo lên tường."[3][7]
- "Người ta không bao giờ được đặt một cây súng trường đã nạp đạn trên sân khấu nếu nó không khai hỏa. Thật sai lầm khi trót hứa mà lại không hề muốn giữ lời." Chekhov, thư gửi Aleksandr Semenovich Lazarev (bút danh của A. S. Gruzinsky), ngày 1 tháng 11 năm 1889.[8][9][10] Ở đây, "khẩu súng" là một đoạn độc thoại mà Chekhov cho là dư thừa và không liên quan đến phần còn lại của vở kịch.
- "Nếu trong màn kịch đầu tiên, bạn đã treo một khẩu súng lên tường, thì trong các màn kịch sau, nó phải được sử dụng. Nếu không, đừng treo khẩu súng lên tường." Từ Hồi tưởng của Gurlyand về A. P. Chekhov, trong Teatr i iskusstvo 1904, số 28, ngày 11 tháng 7, tr. 521.[11]